# 満蒙開拓移民

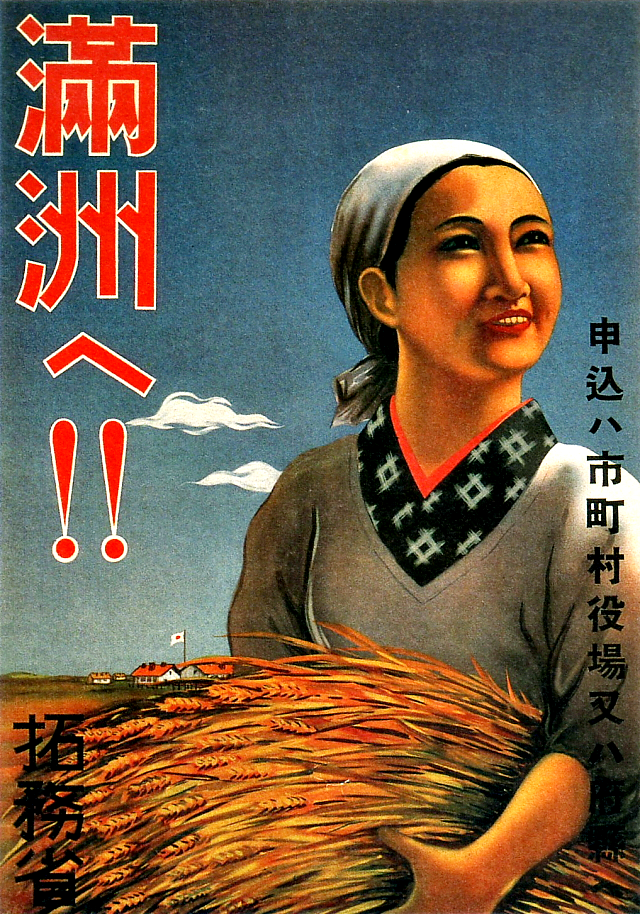
移民を募るポスター

満蒙開拓移民（まんもうかいたくいみん）は、1931年（昭和6年）の満洲事変以降、1945年（昭和20年）の太平洋戦争敗戦までの期間に日本政府の国策によって推進された、満洲、内蒙古、華北に入植した日本人移民の総称である。1932年（昭和7年）から大陸政策の要として、また昭和恐慌下の農村更生策の一つとして遂行され、満洲国建国直後から1945年の敗戦までの14年間に日本各地から満洲・内蒙に開拓民として、27万人が移住した。満蒙開拓団（まんもうかいたくだん）とも言われる。

## 概要
日本政府は、1938年から1942年の間には20万人の農業青年を、1936年には2万人の家族移住者を、それぞれ送り込んでいる。加藤完治が移住責任者となり、満洲拓殖公社が業務を担っていた。この移住は1945年半ばまで続き、日本軍が日本海及び黄海の制空権・制海権を失った段階で停止した。

### 昭和恐慌と試験的移民期
満蒙開拓団の事業は、昭和恐慌で疲弊する内地農村を中国大陸への移民により救済すると唱える加藤完治らと屯田兵移民による満洲国維持と対ソ戦兵站地の形成を目指す関東軍により発案され、反対が強い中、試験移民として発足した。1936年（昭和11年）までの5年間の「試験的移民期」では年平均3000人の移民を送り出した。

### 二・二六事件と本格的移民期

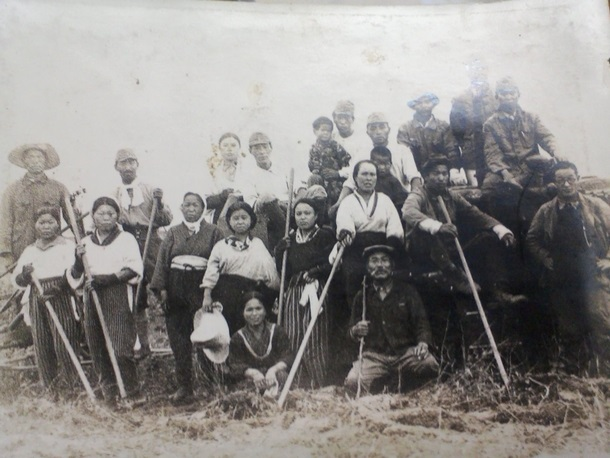
1939年入植の高社郷開拓団

しかし、同年の二・二六事件により政治のヘゲモニーが政党から軍部に移り、同事件により高橋是清蔵相も暗殺され、反対論も弱まり、広田弘毅内閣は、本事業を七大国策事業に位置付けた。同年末には、先に関東軍作成の「満洲農業移民百万戸移住計画」をもとに「二十カ年百万戸送出計画」を策定した。その後の1937年（昭和12年）には、満蒙開拓青少年義勇軍（義勇軍）の発足、1938年（昭和13年）に農林省と拓務省による分村移民の開始、1939年（昭和14年）には日本と満洲両政府による「満洲開拓政策基本要綱」の発表と矢継ぎ早に制度が整えられた。1937年（昭和12年）から1941年（昭和16年）までの5年間は「本格的移民期」にあたり年平均送出数は、3万5000人にのぼる。

### 日中戦争と移民崩壊期
日中戦争の拡大により国家総力戦体制が拡大し内地の農村労働力が不足するようになると、成人の移民希望者が激減したが、国策としての送出計画は変更されなかった。
国は計画にもとづきノルマを府県に割り当て、府県は郡・町村に割り当てを下ろし、町村は各組織を動員してノルマを達成しようとした。具体的には補助金による分村開拓団・分郷開拓団の編成、義勇軍の義勇軍開拓団への編入などである。それでも、予定入植戸数（一集団の移民規模；200から300戸）に達しない「虫食い団」が続出した。
1940年（昭和15年）には、同和地区からも開拓団が編成され、1941年（昭和16年）からは統制経済政策により失業した都市勤労者からも開拓団を編成した。結局、青少年義勇軍を含めると約32万人が移住したことになる。
開拓民が入植した土地はその6割が漢人や朝鮮人の耕作していた既耕地を買収した農地であり、開拓地と言えない土地も少なくなかった。

### ソ連参戦と終焉
太平洋戦争末期の戦局の悪化により、開拓団からの召集も増えるようになり、特に1945年7月の「根こそぎ動員」では、約4万7000人が召集された。同年8月9日にソ連軍が満洲に侵攻すると、関東軍は開拓移民を置き去りにして逃亡した。ソ連参戦時の「満蒙開拓団」在籍者は約27万人であり、そのうち「根こそぎ動員」者4万7000人を除くと開拓団員の実数は22万3000人、その大半が老人、女性、子供であった。男手を欠いた開拓移民は逃避行に向かい、その過程と難民生活で約8万人が死亡した。主に収容所における伝染病感染を含む病死、戦闘、さらには移民用地を強制的に取り上げられ生活の基盤を喪っていた地元民からの襲撃、前途を悲観しての集団自決などが理由である。敗戦時に旧満洲にいた日本人は約155万人といわれるが、その死者20万人の4割を開拓団員が占める。
自決や殺害の危機を免れ辛うじて開拓地から都市に辿りついた人々は、麻袋の底をくりぬいて身に纏う避難民の姿もあった。運よく貨車を乗り継いで、長春や瀋陽にまで辿り着いた人々もいたが、収容所の床は剥ぎ取られ、窓ガラスは欠け落ち、吹雪の舞い込む中で飢えと発疹チフスの猛威で死者が続出した。孤児や婦人がわずかな食料と金銭で中国人に買われていった。満洲に取り残された日本人の犠牲者は日ソ戦での死亡者を含めて約24万5000人にのぼり、このうち上述のように8万人を開拓団員が占める。満洲での民間人犠牲者の数は、東京大空襲や広島への原爆投下、沖縄戦を凌ぐ。これほど犠牲者を出した敗戦時の日本軍の満蒙政策とその放棄であったが、大江志乃夫によれば、関東軍上級将校の自決者の中で満蒙居留民に詫びる遺書をしたためたのは上村幹男ただ一人であったという。
内地に生還した元開拓移民も、引き揚げ後も生活苦にあえぎ、多くが国内開拓地に入植したが、南アメリカへの海外移民になった者もいた。
前記の通り、中国人に買われた孤児や婦人が約1万人いたため、中国残留日本人問題となった。この帰還は、1972年（昭和47年）の日中国交正常化から21世紀まで続く現代的な問題である。
開拓団員と義勇隊員併せて3万7000人の移民を送り出した長野県内に満蒙開拓平和記念館（同県下伊那郡阿智村）がある。同記念館は、2014年に、開拓団の生活やソ連軍侵攻後の逃避行についての聞き取り調査する活動を、中国人目撃者から聞き取る活動を行った。黒竜江省方正県大羅密村の最年長男性によると、ソ連国境近くにいた開拓団民が同村まで徒歩で逃れてきたが「開拓団民はみなぼろを着て、女性は丸刈りだった。生活は苦しく、中国人に嫁いで子供を産み、何年もしてやっと帰国できた」などの体験談などを得ている。

### 開拓民の出身地
満蒙開拓に送り込まれた27万人のうち、長野県出身者が約3万4千名（33,741人）で最も多く、全体の12.5%を占め、第2位の山形県の2.4倍であった。その中でも飯田・下伊那は一地域として全国一の満洲移民を送り出した。
|      | 開拓団 | 義勇軍 | 合計   | 人口比 |
| ---- | ------ | ------ | ------ | ------ |
| 1位  | 長野県 | 長野県 | 長野県 | 長野県 |
| 2位  | 山形県 | 広島県 | 山形県 | 山形県 |
| 3位  | 宮城県 | 山形県 | 熊本県 | 高知県 |
| 4位  | 熊本県 | 新潟県 | 福島県 | 香川県 |
| 5位  | 福島県 | 福島県 | 新潟県 | 宮城県 |
| 6位  | 岐阜県 | 静岡県 | 岐阜県 | 岐阜県 |
| 7位  | 東京都 | 岡山県 | 広島県 | 石川県 |
| 8位  | 高知県 | 石川県 | 東京都 | 熊本県 |
| 9位  | 秋田県 | 栃木県 | 高知県 | 秋田県 |
| 10位 | 群馬県 | 山口県 | 秋田県 | 奈良県 |

## 背景
日本の対満政策における治安維持の方針として、兵力増進による地域的治安の保持、兵匪を警備等に雇う兵工政策の他に、農業集団移民を1～2年間屯墾義勇組織として治安維持に当たらせる屯田移民政策が考案されていた。軍事移民により、財政負担を減らせるとされていた。

### 費用案

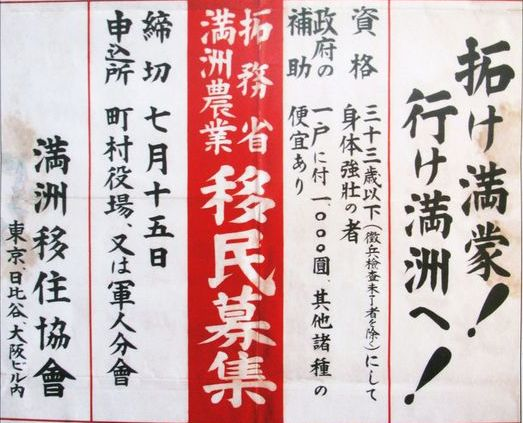
移民のポスター。政府の補助について記載がある

中島仁之助の論文「我が農業と満蒙移民」より。
- 土地購入費（二十五エーカー）…一千円
- 家屋…二百円
- 農具その他必要品…二百円
- 生活費（移住後一年間）…四百円
- 渡満費（一人当り五十円）…二百円

### 年表
- 1925年 - 教育者の加藤完治、農民の朝鮮半島への実験移民始める。山形県立自治講習所（藤井武が1915年に設立）所長だった加藤は農地のない農村の次男・三男らの窮状を知り、開拓移民に活路を期待した[23]。
- 1929年 - 世界恐慌
- 1930年 - 昭和恐慌。農村不況が深刻化
- 1931年 - 満洲事変勃発を契機に移民政策が活発化
- 1932年 - 移民推進派の加藤完治、石原莞爾、東宮鉄男らが出会い、退役軍人500名による満洲への試験移民始まる[23]
- 1936年 - 満洲農業移民百万戸移住計画が閣議決定（広田弘毅内閣）。二十カ年百万戸送出計画策定。移民が本格化
- 1937年 - 日中戦争勃発で成人移民の確保が困難になる。年間送出実績約6000戸。
- 1938年 - 満蒙開拓青少年義勇軍が制度化。満洲青年移民募集始まる
- 1940年 - 年間送出実績数約1万戸超で、計画期間中最多
- 1941年 - 移民実績総計約4万6000戸
- 1945年 - 送出移民総数約27万人。最多は長野県出身約3万8000人、山形県出身約1万7000人（山形は石原莞爾の出身地でもある）。青少年義勇軍は約8万6000人。終戦時の在満日本人約22万人中、死亡・行方不明約8万2000人、ソ連抑留約3万6000人。

## 入植の実態
満蒙開拓移民団の入植地の確保にあたっては、まず「匪情悪化」を理由に既存の地元農民が開墾している農村や土地を「無人地帯」に指定し、地元農民を新たに設定した「集団部落」へ強制移住させるとともに、満洲拓殖公社がこれらの無人地帯を安価で強制的に買い上げ日本人開拓移民を入植させる政策が行われた。およそ2000万ヘクタールの移民用地が収容された（当時の「満洲国」国土総面積の14.3%にあたる）。日本政府は、移民用地の買収にあたって国家投資をできるだけ少額ですまそうとした。1934年（昭和9年）3月、関東軍参謀長名で出された「吉林省東北部移民地買収実施要項」では、買収地価の基準を1ヘクタールあたり荒地で2円、熟地で最高20円と決めていた。当時の時価の8%から40%であった。このような低価格での強権的な土地買収は、吉林省東北部のみで行われたのではなく、満洲各地で恒常的に行われた。浜北省密山県では全県の私有地の8割が移民用地として取り上げられたが、買収価格は時価の1割から2割であり、浜江省木蘭県徳栄村での移民用地の買収価格は、時価の3割から4割であった。そのうえ土地買収代金はなかなか支払われなかった。このように開拓民が入植した土地の6割は、地元中国人が耕作していた土地を強制的に買収したものであり、開拓地とは名ばかりのものであった。そのため日本人開拓団は土地侵略の先兵とみなされ、初期には反満抗日ゲリラの襲撃にあった。満洲国の治安が確保されると襲撃は沈静化したが、土地の強制買収への反感は根強く残った。
満洲国は、日本の本土の延長である「外地」ではなく、日本政府の承認した一国家（日本から見て「外国」）であった。移住した日本人開拓団員たちは開拓移民団という日本人社会の中で生活していたことに加え、渡満後もみな日本国籍のままであった（満洲国に国籍法は存在せず、満洲国籍は存在しなかった）。そのため、「自分たちは住む土地が変わっても日本人」という意識が強く、現地の地元住民たちと交流することはあっても現地人と同化しなかった。開拓民は、役場と農協を兼ねる団本部を中心に、学校、神社、医療施設、購買部を中心とする、日本人コロニーを形成しており、コロニー内で生活が完結していた。学校も民族ごとに別々に設けられていた。そのため中国人集落と接しながらも、在地社会との接触は限られていた。また、一戸あたり10町歩から20町歩の広大な農地を割り当てられたが、これを自家のみで耕作するのは困難であり、結局は現地労働者（その土地を元来耕作していた農民を含む）を「苦力」として雇ったり、小作に出したりという、地主的経営にならざるを得なかった。「五族協和」が唱えられながらも、「地主ー小作関係」に民族問題が絡み合うことになり、「五族協和」は実現困難だった。
「満洲開拓政策基本要綱」は「第一．基本方針」「第二．基本要領」「第三．処置」の3部からなり、さらに「付属書」「参考資料」が添付されている（開拓総局 1940）。具体的な政策実施方針を定めた「基本要領」の内容は、以下の4点にまとめられる。
1. 日満両政府の責任分担を明確にするとともに、日満間の連携を維持、強化するとした。
- 日本国内での業務は日本政府が、満洲国内での業務は満洲国政府が統轄する。移民入植地の行政経済機構は「原住民トノ共存共栄的関連ヲ考慮シ」満洲国制度下に融合させる（開拓総局 1940，12‑13）。行政機構は街村制によるものとし、経済機構は協同組合を結成させる。また、指導員の身分は従来の日本政府嘱託から日満両政府の嘱託に改め、移民の訓練は日本国内での訓練を日本政府が、従来は満洲拓植公社が管理していた満洲国内での訓練を満洲国政府が統括するとした。満洲開拓青年義勇隊については、日満両国の開拓関係機関合作による訓練本部を新京に置き，各機関の協議によりこれを運営するとした。さらに日満両政府がそれぞれ開拓関係行政機構の整備拡充を行って関係機関との連絡に適切な処置をなすとともに、両政府間直接の協議連絡を緊密にするとした。

2. 移民の区分と入植地域，入植形態を規定した。
- 日本人移民，朝鮮人移民を開拓農民、林業、牧畜、漁業等との半農的開拓民、商、工、鉱業その他の開拓民に区分した。また中国人農民を国内開拓移動住民、開拓民移住にともなう「補導原住民」に区分した。前者は一般の中国人の国内移動、後者は日本人入植にともなう現住農民の立ち退きを指す。日本人開拓民の定着を推進するとともに、朝鮮人開拓民の移住・定着、現住農民の「補導」・移動についても積極的な助成、「補導」を行うとした。さらにこうした開拓民の入植や現住農民の移住「補導」では、満洲国協和会の活動が重視された。

3. 開拓用地の整備、利用開発、配分などに関する要領を定めている。
- 開拓用地の整備は「未利用地主義」にもとづき国営により実施するとした。また湿地干拓，アルカリ地帯の利用、森林原野の開拓などを重点的に行うとした。これにより、満洲拓植公社の業務であった開拓用地の取得および管理が満洲国政府に移管された。

4. 満洲拓植委員会の運営の規制および満鮮拓植会社の満洲拓植公社への統合を決定した。
- ただし満洲拓植公社改組については意見がまとまらず、今後引き続き協議するとされた。

「満洲開拓政策基本要綱」により、日本人移民政策における満洲国政府の位置づけは大きく転換した。満洲拓植委員会は存続したものの、以後日本人移民政策の基本方針決定過程では両政府間の直接協議が重視され、満洲国内の政策実施は基本的に満洲国政府に委ねられることになった。
石原莞爾と甘粕正彦は満蒙開拓武装移民には否定的であった点では共通するが、甘粕の場合、大型機械などを用いた産業化とは対極的な、過酷な身心鍛練を通した農本主義的・精神論的な加藤完治の“日本主義”のそれにあり、屯田兵の役割を担う開拓武装移民団には肯定的であった。

## 関連作品

### ドキュメンタリー
- 『大日向村の46年 満州移民・その後の人々』（1985年／監督：山本常夫）
- 『黒川の女たち』（2025年／監督：松原文枝）
- NHK BS1スペシャル「満州　難民感染都市　知られざる悲劇／祖国への脱出」（2021年3月28日、NHK-BS1）[27]
- 「三つめの庄内〜余計者たちの夢の国〜」（2023年1月28日、山形放送）[28]

### 漫画
- 『あなたも義勇軍になれます』（田川水泡、拓務省拓北局、194-年）[29][30]
- 「義坊」シリーズ（田川水泡、満洲移住協会『新満洲』[31]（1941年1月より『開拓』に誌名変更[32]）、1940年 - 1941年）[30]
- 『蒼い記憶』（まさきまき、「シリーズ戦争」第1巻、草土文化、1991年）[33][34]

### アニメ
- 『蒼い記憶 満蒙開拓と少年たち』（1993年／監督：出﨑哲）[35]

### 文学
- 『満洲開拓文学選集』（全18巻、ゆまに書房、2017年、ISBN 978-4-8433-5137-6） - 小説、紀行文、評論、ドキュメント、歌曲などを集成。開拓青年訓練所、開拓青少年義勇軍、鏡泊学園、厚生船、分村移民といった多様なジャンルの作品を扱う[36]。
  - 第1巻『開拓地帯』 : 大陸開拓小説集. 1[37]
  - 第2巻『東宮大佐』 / 福田清人 [著][38]
  - 第3巻『二つなき太陽のもとに』 / 湯浅克衛 [著][39]
  - 第4巻『鏡泊湖』 / 鑓田研一 [著][40]
  - 第5巻『温き歴史』 / 打木村治 [著][41]
  - 第6巻『標木』 / 田郷虎雄 [著][42]
  - 第7巻『曠野の乙女』 / 張赫宙 [著][43]
  - 第8巻『解氷期』 / 大瀧重直 [著][44]
  - 第9巻『白蘭の歌』 / 久米正雄 [著][45]
  - 第10巻『満洲の印象』 / 風土研究会 編[46]
  - 第11巻『満洲の朝』 / 伊藤整 [著]／『民族の緯糸』 / 湯浅克衛 [著][47]
  - 第12巻『大陸の青春』 / 福田清人 [著][48]
  - 第13巻『満洲農村紀行』 / 大瀧重直 [著][49]
  - 第14巻『私の開拓地手記』 / 山田清三郎 [著]／『北満教育建設記』 / 伊藤信雄 [著][50]
  - 第15巻『満蒙開拓青少年義勇軍』 / 朝日新聞社 編／『満洲開拓歌曲集』 / 満洲移住協会 編[51]
  - 第16巻『義勇軍』 / 佐倉浩二 [著][52]
  - 第17巻『開拓民運動のために』 / 本間喜三治 [著][53]
  - 第18巻『大陸日本の文化構想』 / 近藤春雄 [著][54]